# Sassacus lirios
Sassacus lirios är en spindelart som beskrevs av David B. Richman 2008. Sassacus lirios ingår i släktet Sassacus och familjen hoppspindlar. Inga underarter finns listade i Catalogue of Life.